# FA女子プレミアリーグ
FA女子ナショナルリーグ (英：FA Women's National League) は、フットボール・アソシエーション（FA）により1991年から開催されているイングランドの女子サッカーリーグ。以前はWFAナショナルリーグ (英：WFA National League) 、FA女子プレミアリーグ (英：FA Women's Premier League) と呼ばれていた。
リーグ創設時から2009-10年シーズンまで置かれていた「ナショナルディヴィジョン」はイングランドにおける最上位リーグであった。
2011年よりFA WSL（FA女子スーパーリーグ）が新規発足したことで2部相当となり、さらに2014年よりWSLが2部制を敷いたことで3部以下のリーグとなっている。並列リーグのナショナルリーグ・ノース、ナショナルリーグ・サウス（3部相当）とディヴィジョン・ワン・ノース、ミッドランド、サウスイースト、サウスウエスト（4部相当）で「プレミアリーグ」を構成する。
ノースおよびサウスの優勝チームはFA女子選手権に昇格するにあたり、プレーオフを行い勝利チームが昇格する（プレーオフで負けたチームは翌シーズンも同じリーグに所属する）。

## 沿革
ナショナルリーグへ制度が移行する以前、イングランドの女子サッカーは地域リーグの参加クラブが女子 FAカップ (WFA Cup (Women's FA Cup)) (1970創設) で順位を決めたが、ナショナルリーグは初の正式な全国レベルのリーグとして位置する。

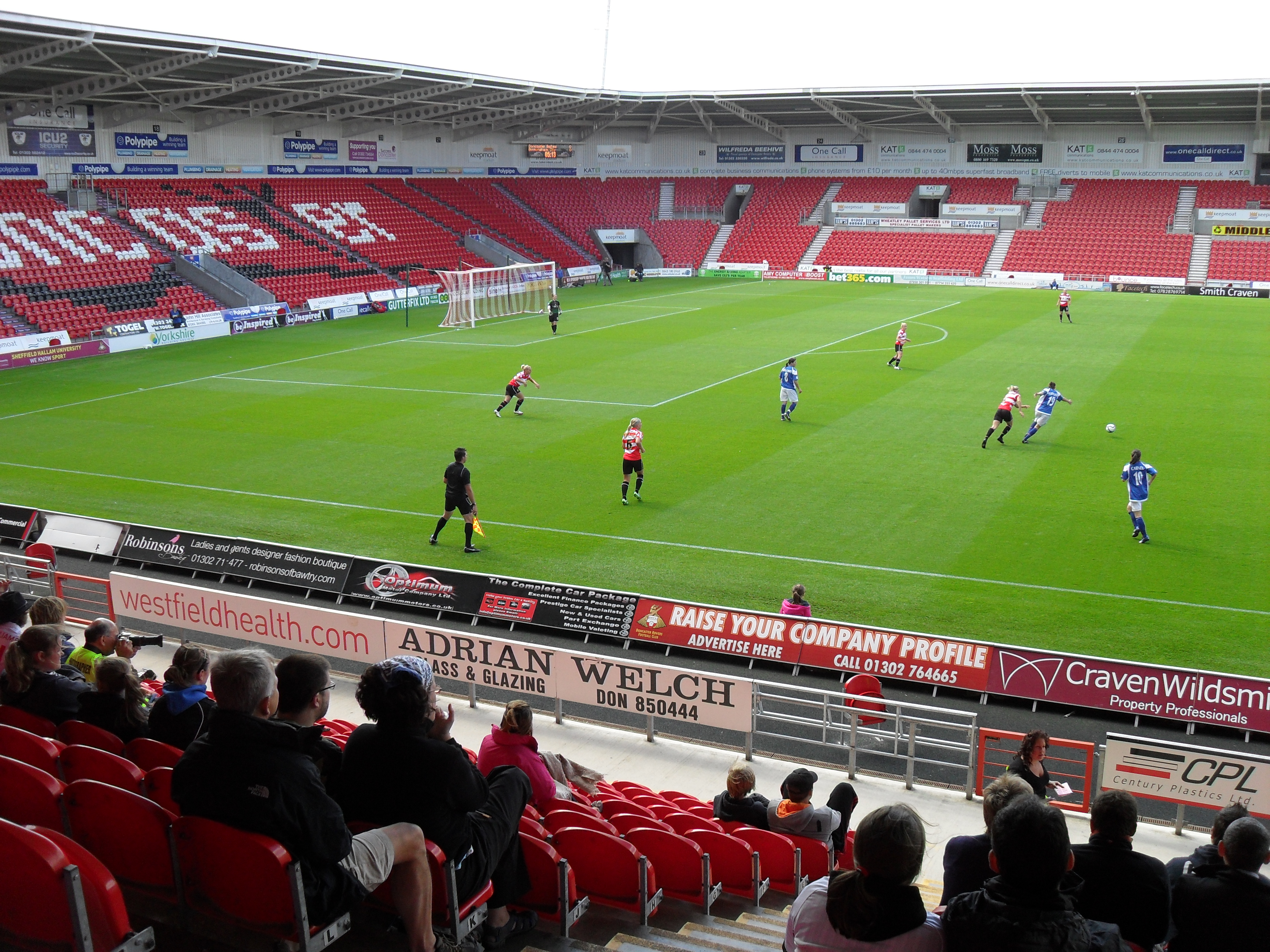
ドンカスター・ベルズは女子ナショナルリーグの初代覇者 (1991–92)

女子サッカー・アソシエーション (WFA) は女子ナショナルリーグを1991–92 シーズンから開設、資金援助はスポーツ協議会 (the Sports Council) から受けている。その年の最上位リーグには8クラブが参加した。当初から1部相当のナショナルプレミア・ディヴィジョン、2部相当のノーザンとサザンのディヴィジョンに分かれており、下位リーグの優勝者を最上位リーグへ昇格させ、入れ替えてきた。
ナショナルプレミア・ディヴィジョンは、1991–92シーズンから 2012–13シーズンまでノーザンとサザンの両ディヴィジョンの上位に置かれた。創設年の 1991–92シーズンから、ノーザンとサザンは昇格・降格の基準において平等に扱われ、これは2021年10月現在も踏襲されている。用語としての「女子プレミア」Women's Premiership および「レディース・プレミア」Ladies Premiership は通常はナショナルディヴィジョンのみで使用される。
FA はこのリーグの3シーズンを終えると、競技に対する責任を鑑みてディヴィジョン改革を決定、1994–95シーズンから新しいリーグ名「FA WPL」を使うと発表する。
こうした経緯があった女子プレミアリーグは、女子サッカーの1、2部相当のまま2009–10 シーズンを終える。その翌年の2000年から2008年までの期間は、WPL の覇者は例年開催のFA女子コミュニティ・シールドへの出場権を与えられた。
歴代のナショナルディヴィジョンの覇者を優勝回数の順に並べると次のとおり。アーセナル (12冠)、クロイドンLFC (3冠)、ドンカスター・ベルズ (2冠・準優勝7回)、エヴァートン (1冠・準優勝5回)、サンダーランド (2部で3冠)。
女子プレミアリーグ (WPL) から脱退するクラブの数は2010–11シーズンまでに累積し、ナショナルディヴィジョンはFA WSL開設 (2011年) に伴って2部に改編された。奇妙なことに、下位リーグはその後も8年にわたって「プレミアリーグ」 と呼ばれ続けた (最上位のリーグという意味)。ノーザンとサウザンのディヴィジョンは参加クラブ数が12から10に減った。ナショナルディヴィジョンに至っては、12クラブから8まで落とし、10クラブに持ち直したのは2011–12シーズンと2012-13シーズンである。
その WPL ナショナル・ディビジョンは2部のまま3シーズン目の2012-13シーズンを終えると廃止され、FA の決定を受けて2014年に新「WSL 2」(翌年以降のFA女子選手権) が始まる。旧 WPL から移項して新ディヴィジョンに参加したクラブもあれば、旧ブランドのまま2013-14プレミアリーグ・シーズンを迎えたのは3部相当のノーザンとサザンの両ディヴィジョンのみであった。 
2014-15シーズンを迎えるにあたり、WPL は既存のコンビネーション女子サッカーリーグ (4部相当) の全4地区を組み込むと、プレミアリーグのディヴィジョン・ワンと呼び、内訳をノース、ミッドランズ、サウスイースト、サウスウエストとした。FA は WPL 全体のブランディングをFA女子選手権リーグに再構築するよう提案し、6ディヴィジョンは2018年までの移行期間に「WPL」(女子プレミアリーグ) の名称を存続することになった。
ノーザンとサザンの両ディヴィジョンの覇者は2014-15シーズンまで、WPL ナショナルリーグのチャンピオン戦および2部相当への昇格をかけて中立の会場でプレーオフを1戦するシステムを続けた。2015年の新システム起動により、WSLへの初の昇格を賭けて対戦したのはポーツマスとシェフィールドである。ストラットフォードFC (Stratford FC) のホームグラウンドを借り、シェフィールドが試合終了ぎりぎりにゴールを決めて勝利した。
2018–19シーズンより、旧 WPL 6ディヴィジョンは女子ナショナルリーグ（Women's National League＝WNL）と改称された。

## ナショナルディヴィジョンの結果
| シーズン ‡            | 優勝           | 第2位                      | 第3位                      | 降格                                                     |
| 1部時代               | 1部時代        | 1部時代                    | 1部時代                    | 1部時代                                                  |
| --------------------- | -------------- | -------------------------- | -------------------------- | -------------------------------------------------------- |
| 1991–92               | ドンカスター   |                            |                            |                                                          |
| 1992–93               | アーセナル     | ドンカスター               | ノウズリー                 | メイドストーン、ブロント                                 |
| 1993–94               | ドンカスター   | アーセナル                 | ノウズリー                 | イプスウィッチ、ウィンブルドン                           |
| 1994–95               | アーセナル     | リヴァプール               | ドンカスター               | サウサンプトン                                           |
| 1995–96               | クロイドン     | ドンカスター               | アーセナル                 | ヴィラ、ウルヴァーハンプトン                             |
| 1996–97               | アーセナル     | ドンカスター               | クロイドン                 | サウサンプトン、イルクストン・タウン                     |
| 1997–98               | エヴァートン   | アーセナル                 | バーネット、バリー・タウン |                                                          |
| 1998–99               | チャールトン   | アーセナル                 | ドンカスター               | ブラッドフォード、イルクストン・タウン                   |
| 1999–00               | チャールトン   | ドンカスター               | アーセナル                 | アストン・ヴィラ、レディング                             |
| 2000–01               | アーセナル     | ドンカスター               | チャールトン               | ミルウォール、リヴァプール                               |
| 2001–02               | アーセナル     | ドンカスター               | チャールトン               | バリー・タウン、サンダーランド                           |
| 2002–03               | フラム         | ドンカスター               | アーセナルLFC              | サウサンプトン、ブライトン・アンド・ホーヴ               |
| 2003–04               | アーセナル     | チャールトン               | フラム                     | アストン・ヴィラ、トレンメア                             |
| 2004–05               | アーセナル     | チャールトン               | エヴァートン               | リヴァプール、ブリストル                                 |
| 2005–06               | アーセナル     | エヴァートン               | チャールトン               | クラブ数を12に増加するため降格なし                       |
| 2006–07               | アーセナル †   | エヴァートン               | チャールトン               | サンダーランド、フラム                                   |
| 2007–08               | アーセナル     | エヴァートン               | リーズ・ユナイテッド       | カーディフ、チャールトン                                 |
| 2008–09               | アーセナル     | エヴァートン               | チェルシー                 | リヴァプール、フラム                                     |
| 2009–10               | アーセナル     | エヴァートン               | チェルシー                 | FA WSL発足に向けた準備編成のため降格なし                 |
| FA WSL発足（2部時代） |                |                            |                            |                                                          |
| 2010–11               | サンダーランド | ノッティンガム・フォレスト | レディング                 | ブラックバーン・ローヴァーズ、ミルウォール・ライオネセス |
| 2011–12               | サンダーランド | リーズ・ユナイテッド       | アストン・ヴィラ           | ノッティンガム・フォレスト、レディング                   |
| 2012–13               | サンダーランド |                            |                            |                                                          |

凡例：
- † アーセナルLFCはこの年度にUEFA女子チャンピオンズリーグ・FA女子カップの計3冠を達成。

- ‡ シーズンのリンク先は英語版。

### ノーザン・ディヴィジョン、サザン・ディヴィジョン

#### 第2部の覇者

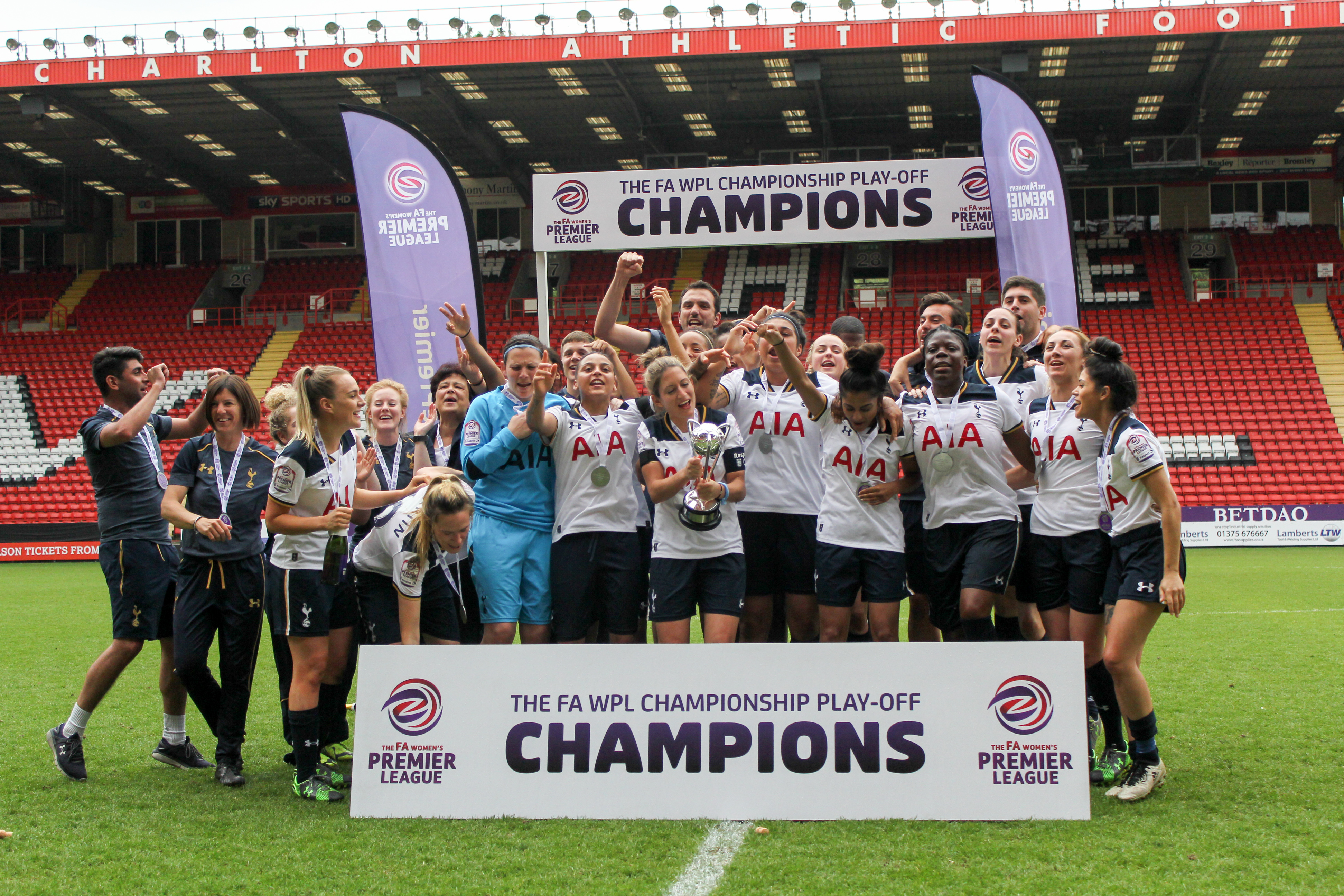
トッテナム、2016–17シーズンの昇格プレーオフに勝利（サザンディヴィジョン）

| シーズン ‡ | ノーザン・ディヴィジョン                   | サザン・ディヴィジョン                  |
| ---------- | ------------------------------------------ | --------------------------------------- |
| 1991–92    | ブロンテ（英語）                           | アーセナル                              |
| 1992–93    | アストン・ヴィラ                           | ディストリクト・ライン（英語）          |
| 1993–94    | ウルヴァーハンプトン・ワンダラーズ（英語） | ブロムリー・バラ                        |
| 1994–95    | アストン・ヴィラ                           | メイドストーン・タイグレセズ (wikidata) |
| 1995–96    | トレンメア・ローヴァーズ                   | サウサンプトン・セインツ（英語）        |
| 1996–97    | ブラッドフォード・シティ（英語）           | バークハムステッド（英語）              |
| 1997–98    | イルクストン・タウン (wikidata)            | サウサンプトン・セインツ（英語）        |
| 1998–99    | アストン・ヴィラ                           | レディング・ロイヤルズ (wikidata)       |
| 1999–2000  | サンダーランド                             | バリー・タウン（英語）                  |
| 2000–01    | リーズ・ユナイテッド                       | ブライトン・アンド・ホーヴ・アルビオン  |
| 2001–02    | バーミンガム・シティ                       | フラム                                  |
| 2002–03    | アストン・ヴィラ                           | ブリストル・ローヴァーズ（英語）        |
| 2003–04    | リヴァプール                               | ブリストル・シティ（英語）              |
| 2004–05    | サンダーランド                             | チェルシー                              |
| 2005–06    | ブラックバーン・ローヴァーズ               | カーディフ・シティ                      |
| 2006–07    | リヴァプール                               | ワトフォード                            |
| 2007–08    | ノッティンガム・フォレスト                 | フラム                                  |
| 2008–09    | サンダーランド                             | ミルウォール・ライオネセス              |
| 2009–10    | リヴァプール                               | バーネット                              |

#### 第3部の覇者
注記：
- 自動昇格は2012–13シーズンで終了。2014–15シーズン以降は、ノーザンとサザンの各ディヴィジョン優勝クラブがプレーオフで対戦し、勝者（太字）がWSL 2/女子選手権に昇格。

| シーズン‡ | ノーザン・ディヴィジョン（英語） | サザン・ディヴィジョン（英語） |
| --------- | -------------------------------- | ------------------------------ |
| 2010–11   | アストン・ヴィラ                 | チャールトン・アスレティック   |
| 2011–12   | マンチェスター・シティ           | ポーツマス                     |
| 2012–13   | シェフィールド                   | レディング                     |
| 2013–14   | シェフィールド                   | コヴェントリー・シティ         |
| 2014–15   | シェフィールド                   | ポーツマス                     |
| 2015–16   | スポーティングクラブ・アルビオン | ブライトン・アンド・ホーヴ     |
| 2016–17   | ブラックバーン・ローヴァーズ     | トッテナム・ホットスパー       |
| 2017–18   | ブラックバーン・ローヴァーズ     | チャールトン・アスレティック   |
| 2018–19   | ブラックバーン・ローヴァーズ     | コヴェントリー・ユナイテッド   |
| 2019–20   | 成立せず                         | 成立せず                       |
| 2020–21   | 成立せず                         | 成立せず                       |
| 2021–22   |                                  |                                |

1. ↑  2011年：WSL設立を受け、首位と第2位のコヴェントリー・シティ（英語）とカーディフ・シティは翌シーズンのナショナル・ディヴィジョン（英語）へ昇格。
2. ↑  2012年：両1位をナショナル・ディヴィジョンに昇格。
3. ↑  2013年：ナショナル・ディヴィジョン最終年。レディング、ミルウォール、ヨーヴィル（英語）の昇格先は2014 WSL 2（英語）。
4. ↑  2018年：ウェストハム（英語）がWSLライセンスを獲得、チャールトン・アスレティック、レスター・シティ、クリスタル・パレス、ルイス（英語版）はFA女子選手権へ昇格。
5. ↑  2019年：両首位はFA女子選手権へ昇格。WSL枠が12チームに拡張されたため。
6. 1 2  2019–20シーズンと2020–21シーズンは、コロナ禍により、日程を切り上げて終了。

### ディヴィジョン・ワンの歴代優勝チーム
「ディヴィジョン・ワン」とは地域4リーグのことである。2014年のFA女子ピラミッドの改変に合わせ、旧来のコンビネーション・リーグをFA女子プレミアリーグに併合。格付けはウィメンプレミアリーグ、同ナショナルリーグ（ノーザンとサザン）の下位に置いた。

#### 第4部の覇者
凡例：
- D1：ディヴィジョン・ワン

| シーズン‡ | D1ノース                            | D1ミッドランズ                               | D1サウスイースト              | D1サウスウェスト                 |
| --------- | ----------------------------------- | -------------------------------------------- | ----------------------------- | -------------------------------- |
| 2014–15   | ギーズリー・ヴィクセンズ (wikidata) | ラフバラー・フォクシズ（英語）               | CアンドKバシルドン (wikidata) | フォレストグリーン・ローヴァーズ |
| 2015–16   | ミドルズブラ (wikidata)             | レスター・シティ                             | クリスタル・パレス            | スウィンドン・タウン（英語）     |
| 2016–17   | ギーズリー・ヴィクセンズ (wikidata) | ウォルヴァーハンプトン・ワンダラーズ（英語） | ジリンガム（英語）            | チチェスター・シティ（英語）     |
| 2017–18   | ハル・シティ（英語）                | ラフバラー・フォクシズ（英語）               | MKドンズ（英語）              | プリマス・アーガイル（英語）     |
| 2018–19   | バーンリー（英語）                  | ウェスト・ブロムウィッチ・アルビオン（英語） | クローリー・ワスプス（英語）  | ケインシャム・タウン（英語）     |
| 2019–20   | 成立せず                            | 成立せず                                     | 成立せず                      | 成立せず                         |
| 2020–21   | 成立せず                            | 成立せず                                     | 成立せず                      | 成立せず                         |
| 2021–22   |                                     |                                              |                               |                                  |

1. 1 2  2019–20 および 2020–21シーズンはコロナ禍により、日程を切り上げて終了。

## フォーマットと所属クラブ

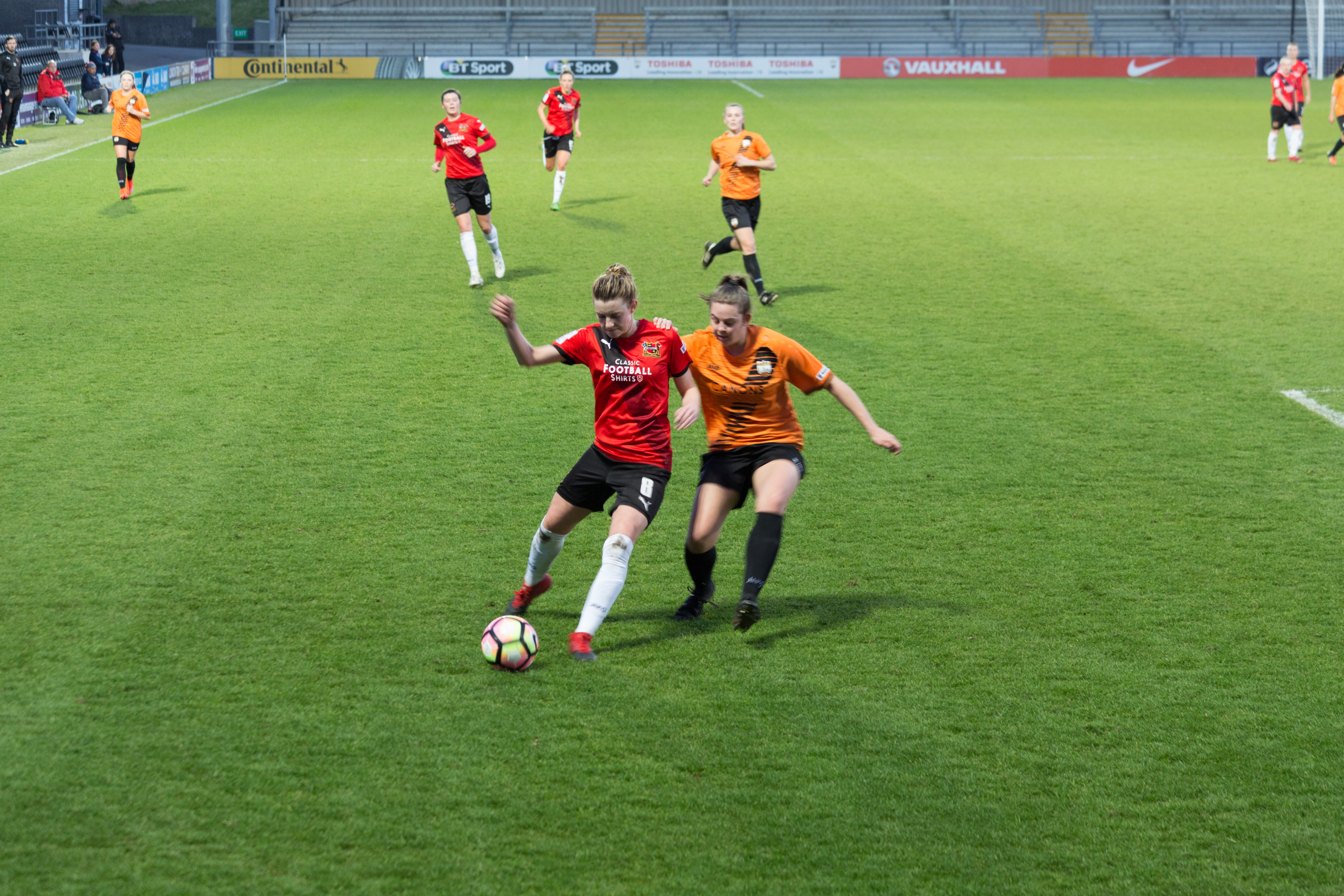
ロンドン・ビーズ 対 シェフィールド（2017年）

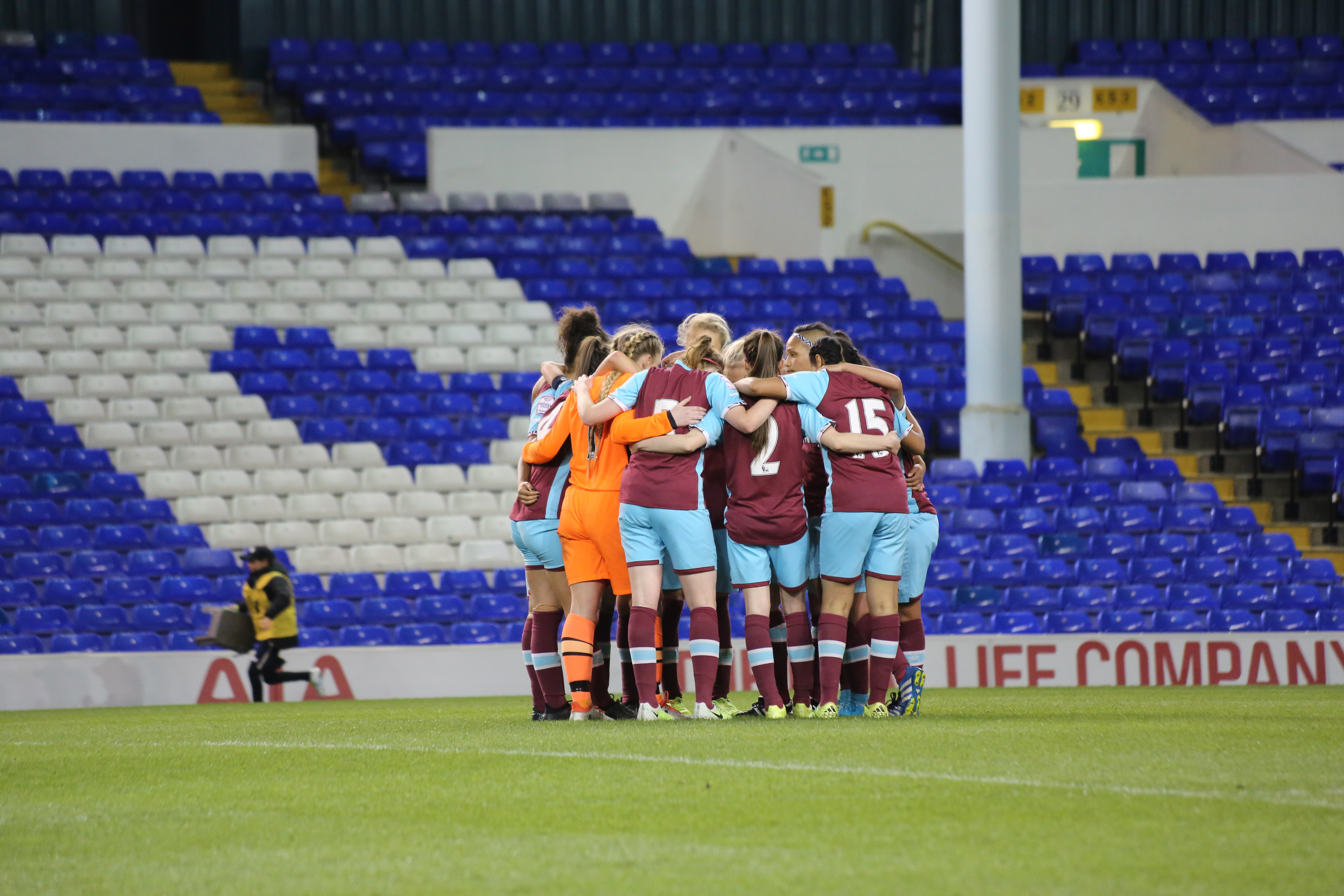
ウェストハム・ユナイテッドLFC、サザン・ディヴィジョンにランク（2017年）

リーグ参加クラブは合計72で、南北のプレミアディヴィジョン（サッカーピラミッドの3部相当）、その下にノーザンとサザンのディヴィジョンと、ディヴィジョン・ワンで構成される。
ディヴィジョン・ワンは第4部相当である。北から南へ、ノーザン、ミッドランズ、サウスイースト、サウスウェストの4地域を置く。
女子サッカーの構造の変化につれ、それぞれの階層の定数は時代ごとに変化してきた。

### 現在の所属チーム
ナショナル・ディヴィジョンの2021-22シーズンには、ノーザンとサザンで合計27チームが出た (ノーザン14チーム、サザン13チーム)。同シーズンのディヴィジョン・ワンは、合計47チームが参加する (４ディヴィジョンごとに12チーム、ただしサウスイーストのみ11チーム。前シーズンにサウサンプトン・セインツが解散したため。)

#### プレミアディヴィジョン
- ノーザン
  - バーンリー（英語）
  - ダービーカウンティ（英語）
  - フィルド（英語）
  - ハダースフィールド・タウン (wikidata)
  - ハル・シティ（英語）
  - ラフバラー・フォクシズ（英語）
  - ミドルズブラ（英語）
  - ノッティンガム・フォレスト
  - シェフィールドFC（英語）
  - ストークシティ（英語）
  - サンダーランド
  - ウェスト・ブロムウィッチ・アルビオン（英語）

- サザン
  - ブリッジウォーター・ユナイテッド（英語）
  - カーディフ・シティ
  - チチェスター・アンド・セルシー・レディース（英語）
  - クローリー・ワスプス（英語）
  - ジリンガム（英語）
  - ハウンズロー（英語）
  - ケインシャムタウン（英語）
  - MKドンズ（英語）
  - オックスフォード・ユナイテッド（英語）
  - プリマス・アーガイル（英語）
  - ポーツマス
  - ワトフォード

#### ディヴィジョン・ワン
各ディヴィジョン内はアルファベット順。
- ディヴィジョン・ワン・ノース
Division One North
  - バーンズリー（英語）
  - ブラッドフォード・シティ（英語）
  - ブリガース・タウン（英語）
  - チェスター＝リ＝ストリート (wikidata)
  - チョーリー (wikidata)
  - ダラム（英語）
  - ユナイテッド・オブ・マンチェスター (wikidata)
  - リーズ・ユナイテッド
  - リバプール・フェッズ（英語）
  - ニューカッスル・ユナイテッド
  - ノートン&ストックトン・アンシェンツ (wikidata)
  - ストックポート・カウンティ（英語）

- ディヴィジョン・ワン・ミッドランズ
Division One Midlands
  - ベドワース・ユナイテッド (wikidata)
  - ボールドミア・セントマイケルズ (wikidata)
  - バートン・アルビオン (wikidata)
  - ドンカスター・ローヴァーズ・ベルズ
  - ホルウェル・スポーツ (wikidata)
  - リーフィールド・アスレチック（英語）
  - リンカーン・シティ (wikidata)
  - ロング・イートン・ユナイテッド (wikidata)
  - ソーリハル・ムーアズ (wikidata)
  - スポーティング・カルサ (wikidata)
  - ウェム・タウン（英語）
  - ウルヴァーハンプトン・ワンダラーズ（英語）

- ディヴィジョン・ワン・サウスイースト
Division One South East
  - アクトニアンズ（英語）
  - AFCウィンブルドン（英語）
  - ビラリキー・タウン（英語）
  - ケンブリッジ・シティ (wikidata)
  - ケンブリッジ・ユナイテッド (wikidata)
  - エンフィールド・タウン（英語）
  - ハッシュタグ・ユナイテッド (wikidata)
  - イプスウィッチ・タウン（英語）
  - ケント・フットボール・ユナイテッド (wikidata)
  - レイトン・オリエント（英語）
  - ノリッジ・シティ（英語）
  - スティヴネイジ (wikidata)

- ディヴィジョン・ワン・サウスウェスト
Division One South West
  - ブリスリントン (wikidata)
  - バックランド・アスレティック (wikidata)
  - チェルトナム・タウン（英語）
  - チェシャム・ユナイテッド (wikidata)
  - エクセター・シティ（英語）
  - ラークホール・アスレティック (wikidata)
  - メイデンヘッド・ユナイテッド (wikidata)
  - プール・タウン (wikidata)
  - サウサンプトンFCウィメン（英語）
  - サウサンプトン・ウィメン（英語）
  - スウィンドン・タウン（英語）

## カップ戦
ナショナルリーグのカップ戦のメインは総当たり戦のFA女子ナショナルリーグカップであり、当リーグの6部全てのクラブに参加資格がある。当初は純粋な総当たり戦であったこのカップ戦は、女子サッカーの機構改革の影響を受けると予選ステージを設け、グループ戦で絞り込んでから本戦の総当たり戦に進む形式を採用した。初代の覇者は1991–92シーズン（英語）のアーセナル。なお1部所属ではないながら優勝したクラブもあり、2010–11 FA 女子プレミアリーグ・カップを獲得したバーネットFCレディースである（現ロンドン・ビーズ）。
2014–15シーズン（英語）に創設された旧称「女子プレミアリーグ・プレート」はFA女子ナショナルリーグ・プレートとして存続している。現行の形式では、前出のリーグカップの緒戦で敗退したクラブがプレートを賭けて対戦する。

## 歴代のスポンサー
- AXA (–2004年)
- Nationwide Building Society (2004–2007年)
- Tesco (2007年–現在)[いつ?]